# Балка Бротониця
Балка Бротониця, Бротоняця третя (рос. Б. Бротоница) — балка (річка) в Україні у Золочівському, Богодухівському й Охтирському районах Харківської й Сумської областей. Права притока річки Братениці (басейн Дніпра).

## Опис
Довжина річки приблизно 16,24 км, найкоротша відстань між витоком і гирлом — 13,32 км, коефіцієнт звивистості річки — 1,22. Формується багатьма балками та загатами. На деяких ділянках балка пересихає.

## Розташування
Бере початок на північно-західній стороні від села Лютівки. Спочатку тече переважно на південний захід через села Відродженівське, Леміщине, Тимофіївку, далі тече переважно на північний захід і у селі Братениця впадає у річку Братеницю, ліву притоку річки Ворскли.

## Притоки
- Балка Суботина - витік річки від села Відродженське до села Леміщине.
- Яр Клочков - ліва притока. Починається на сході від села Лютівка, тече переважно на північний захід і впадає у балку Бротониця у селі Леміщиха.
- Яр Криничний - ліва притока. Починається у селі Морозова Долина, тече переважно на північний захід і впадає у балку Бротониця на західній околиці села Леміщиха.
- Яр Гузевський - ліва притока, впадає на західній околиці села Тимофіївка.

## Цікаві факти
- У XX столітті на балці існували молочнотоварні ферми та декілька газових свердловин[3].